# Macropogon piceus
Macropogon piceus är en skalbaggsart som beskrevs av Leconte 1861. Macropogon piceus ingår i släktet Macropogon och familjen Artematopodidae. Inga underarter finns listade i Catalogue of Life.